# Manantiales Behr
Manantiales Behr era una localidad argentina del departamento Escalante, Provincia del Chubut. Se ubica en las coordenadas 45°40'60"S 67°31'00"O, a una altitud de 175 m s. n. m., sobre la Ruta Provincial 36 a 30 km al noroeste de Comodoro Rivadavia. La localidad fue un sitio pionero de la colonización bóer.

## Toponimia
La denominación campamento es una forma de aludir a estas localizaciones urbanas en virtud de un análisis comparativo, dado que fueron administradas desde una unidad central próxima o distante al emplazamiento urbano original. El nombre del sitio proviene de los manantiales que eran las fuentes de abastecimiento de agua potable más importantes existentes en la zona de Comodoro Rivadavia, hasta la construcción del Acueducto Lago Musters. Mientras que el nombre de Behr fue puesto en honor a Francisco Behr, un colono bóer que poseía su estancia en el lugar.

## Historia
La localidad comenzó como una colonia bóer a principios del siglo XX. Los colonos había comenzado a llegar a la zona a partir del 4 de junio de 1902. En este punto Francisco Behr instaló su estancia. Se realizaban actividades agrícolas y ganaderas, cultivando verduras y cereales, y produciendo lana y lácteos. En el sitio, los colonos instalaron una escuela para la enseñanza del idioma afrikáans, la religión protestante y sus costumbres.
La zona de Manantiales Behr cobró gran relevancia cuando se descubrieron entre 1928 y 1936 los grandes yacimientos del llamado flanco norte, como Cañadón Perdido, Diadema Argentina, Escalante, El Trébol, Pampa del Castillo, El Tordillo, etc.
Hacia 1930, YPF ya operaba el yacimiento petrolero, junto con otros del área como Pampa del Castillo, Campamento El Tordillo, Restinga Alí, entre otros. El nacimiento puntual del campamento se dio en 1937, luego comenzaron a habitar obreros provenientes de provincias como Catamarca y La Rioja, ya que la empresa necesitaba mantener concentraciones obreras cercanas a las fuentes de explotación. l La empresa estatal fue reemplazando aquellas antiguas y voladizas carpas de lona improvisadas al borde de la boca de pozo y llevó a los campamentos a transformarse en verdaderos pueblos.
Desde los primeros tiempos de los campamentos el cine estuvo presente. En espacios como los clubes, galpones, comedores o salones sociales YPF desarrollaba intensas jornadas de proyección fílmica. Su auge se daría desde la década de 1940. Los campamentos eran visitados por camiones que tenían en la caja bastidores recubiertos de arpillera, con afiches pegados y grandes caracteres pintados a la tiza, convocando a los vecinos al estilo de viejos buhoneros. Todos los cines poseían separaciones gregarias. Al pullman iban los jerárquicos y a la platea los subordinados. Las proyecciones tenían contenido ideológico nacionalista favorable al periodo peronista, sin matices del conflicto social en su gran mayoría.
El Campamento era visitado por el carnicero o el verdulero, ambos de YPF, dos veces por semana. Cada habitante compraba lo que deseaba. Además había vendedores particulares como pescadores: vendedores de masas dulces, como rosquitas, tortas y las traía en su canastita y hasta se daban cita aquí comerciantes con mercaderías variadas como heladerías que llegaban desde Comodoro, todos los días.
Como muchos otros campamentos del área, poseía proveedurías, restaurante, hoteles, comercios, lugares de entretenimiento (como cines), policía, centros de salud, etc. La localidad también poseía una cancha y un equipo de fútbol conformado por trabajadores de la empresa. La localidad también poseía notable vinculación con sus campamentos hermanos de la zona Escalante, Pampa del Castillo, Campamento El Tordillo, Cañadón Perdido y El Trébol, los principales de la empresa; además de mantener contacto con otros campamentos de empresas privadas. Los medios para estos realizar encuentros de «Intercampamentos» eran una cancha y un equipo de fútbol conformado por trabajadores de la empresa, se ofrecían espectáculos deportivos y musicales. El encuentro futbolístico era tan esperado que hasta se conformaron un clásicos entre los equipos conformados por los petroleros, el choque más relevante era con Cañadón Perdido. El ambiente según sus propios habitantes fue de índole paradisíaco con una empresa que proveía todo en un tan familiar. Además, un colectivo vinculaba el campamento con Comodoro Rivadavia todas las semanas. La importancia de los clubes deportivos en los campamentos petroleros era canalizar las expectativas de participación del personal de la empresa. Estos al estar impedidos de participar de las decisiones políticas que estaban en manos de la empresa, debían canalizarse en alguna otra dirección. Entre 1915 y 1946 se crearon más de 20 clubes en distintos campamentos. Asimismo, los clubes no solo concentraban la atención deportiva, sino que también eran ámbito propicio para el desarrollo de bailes en sus instalaciones y reuniones sociales.
La localidad era un punto crucial porque permitía abastecer con sus manantiales a las varias localidades, en especial a Comodoro. Con el tiempo Manantiales Behr, junto a las localidades de Escalante y Manantial Rosales pudieron saciar la sed comodorense con sus abundantes aguas encausadas en diferentes acueductos. Posteriormente, el abastecimiento comenzó a tornarse insuficiente a mitad de la década de 1950 ante la rápida crecida poblacional comodorense y tuvo que ser suplementado con la construcción del Acueducto Jorge Carstens en los años 1960.
Según informaciones aportadas por un censo de trabajadores de los yacimientos estatales de Comodoro Rivadavia, en 1962, la composición de la mano de obra mostraba un aumento relativo del número de nacionales, que había crecido hasta constituir el 21,3% de la población.
Hacia fines de la década de 1960 y principios de la década de 1970, el campamento fue despoblándose lentamente, provocando que solo quedaran hasta la actualidad las instalaciones del yacimiento y del acueducto con Comodoro Rivadavia. YPF además trasladó a la población y la chapa de las viviendas para nuevas casas, a la zona norte de Comodoro Rivadavia - Rada Tilly.
Ante el desarme de la localidad sus habitantes, ya radicados en Comodoro, deciden continuar con su estilo de vida y el 8 de septiembre de 1968 radicar y fundar el club Manantiales Behr de Ciudadela.

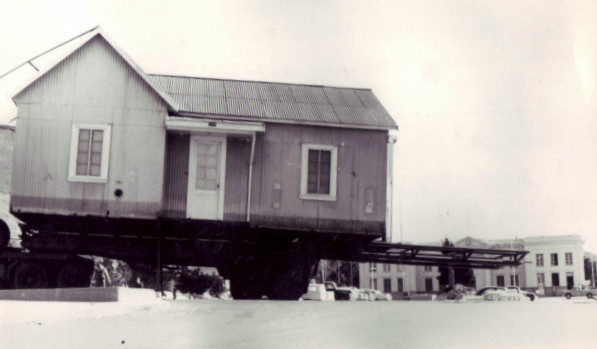
Casa de chapa desarticulada de los campamentos y puesta a la venta en la administración de YPF

## Yacimiento
El Yacimiento Manantiales Behr es un yacimiento petrolífero importante en la Cuenca del Golfo San Jorge, ya que concentra el 10% del petróleo producido en Argentina y es uno de los principales del Chubut. Es propiedad de Yacimientos Petrolíferos Fiscales.
Se descubrió entre las décadas de 1920 y 1930 y se destaca por ser altamente productivo. Los reservorios se encuentran ubicados entre 1200 y 800 m de profundidad.
En marzo de 2012, el gobierno del Chubut le quitó la concesión del área a YPF cuando pertenecía al grupo Repsol, debido a incumplimientos por parte de la empresa, ya que las inversiones habían disminuido. Luego de la estatización de la empresa, se volvió a invertir unos U$S 1.500 en el área. Ya se comenzaron con la prueba piloto y las perforaciones de algunos pozos.

## Acuífero Patagónico

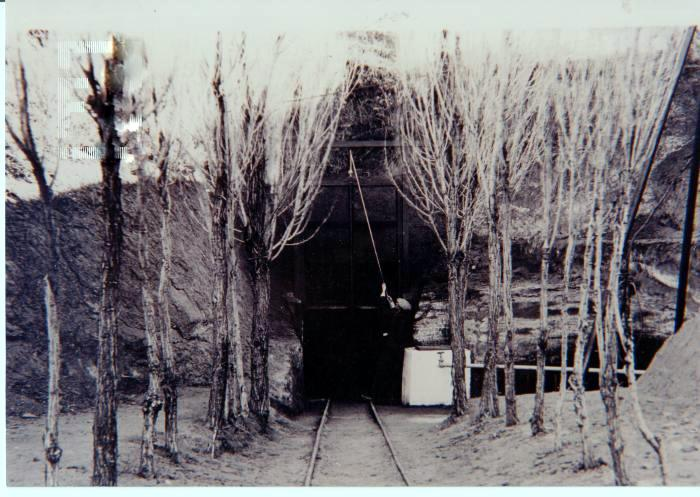
Entrada a la zona de extracción de agua de campamento

Bajo sus suelos se desarrolla un Acuífero subterráneo que se halla a una profundidad, comparativa, de doscientos metros. El mismo es de carácter regional alojado dentro de un grupo de rocas sedimentarias de la edad terciaria media-superior que involucra fracciones de dos unidades geológicas correspondientes a la Formación Patagonia y Santa Cruz. Este conjunto de rocas sedimentarias presenta espesores tales que permiten alojar importantes volúmenes de agua. Recorre toda la cuenca del Golfo San Jorge (provincias de Chubut y Santa Cruz).
El acuífero fue perforado y desarrollado a partir de trabajos de investigación y perforaciones realizadas por la empresa estatal Yacimientos Petrolíferos Fiscales; la misma continuó su operación, ya privatizada, hasta que fue cedido al estado provincial en los años 90.
Desde ese momento hasta el año 2013 la explotación estuvo a cargo de Servicios Públicos de la Provincia del Chubut, luego pasó a manos del municipio de Comodoro Rivadavia, quien cedió la concesión para su operación a la Sociedad Cooperativa Popular Limitada (SCPL).
Ente 2014 y 2015 una actividad conjunta entre el Municipio de Comodoro Rivadavia y la Provincia del Chubut, permitió el estudió la calidad del agua en cuanto a su potabilidad realizando un análisis exhaustivo de la misma. Los estudios demostraron que, al momento del análisis, no existió ninguna evidencia de contaminación por hidrocarburos ni metales pesados. Para 2017 abastece al 15-23% de la población consume sus aguas,  que se encuentran a escasos kilómetros de la ciudad de Comodoro. La producción actual de los pozos en marcha es de 490 m3/hora aproximadamente (12.000.000 litros por día)  lo que implica una cantidad de agua potable para el consumo promedio de 58.000 vecinos de la ciudad. Este volumen representa un 10 % de la totalidad del agua que ingresa a la ciudad diariamente. Para marzo de 2017 se perforaron 90 pozos, 17 en la zona El Trébol y el resto en la zona de Manantiales Behr y La Corona.

El acuífero volvió al interés público por la persistente problemática de abastecimiento que enfrenta la ciudad de Comodoro aun en 2024. El acuífero fue nuevamente estimado, junto al de Escalante, como clave para abastecer la recurrente faltante de agua que tiene el área metropolitana de Comodoro Rivadavia durante la época estival. Se planea incrementar un 30%la extracción de agua. Además, se busca retomar la obra abandonada que consistía en 10 pozos nuevos. Los pozos ya realizados serán optimizados con fondos municipales, mientras que los pozos nuevos serán afrontados por Provincia, en el marco de la compensación de deuda por obra pública que impulsa el gobernador ante sus pares de Nación.

## Parque Eólico
El proyecto Parque Eólico Manantiales Behr consiste en la construcción y operación de un parque de aerogeneradores para la generación de energía eléctrica que se integrará al Sistema Argentino de Interconexión (SADI) con una potencia 100 MW. La superficie aproximada del parque es de 20 kilómetros cuadrados y contará con 30 aerogeneradores, una línea de 132 kV, otra de 35 kV y dos subestaciones transformadoras.. El parque eólico se encuentra ubicado en la cuenca del Golfo San Jorge, dentro del Yacimiento Manantiales Behr, operado por YPF ENERGÍA ELÉCTRICA S.A., en el Departamento de Escalante, Provincia de Chubut, aproximadamente a 40 km al noroeste de la ciudad de Comodoro Rivadavia (distancia calculada en línea recta).
El yacimiento Manantiales Behr se encuentra en una de las áreas de mayores vientos de la Argentina y presenta las condiciones ideales para el desarrollo de un parque eólico de este tipo, el cual representa una fuente de energía segura y renovable, que no produce emisiones a la atmósfera ni genera residuos, permitiendo ahorrar combustibles fósiles y reducir costos, como así también diversificar la matriz energética y mitigar el cambio climático. El parque cuenta con un Programa de Gestión Ambiental y Social, auditado por organismos internacionales, que asegura la preservación de las especies y el involucramiento de las partes interesadas.
El 17 de octubre de 2018, se inauguró el parque eólico de Manantiales Behr, en el que YPF invirtió 200 millones de dólares. El parque producirá —en una primera etapa— 50 MW de energía, que llegarán a los 100 MW cuando el mismo esté finalizado. La energía que se generará en Manantiales representa el 16 % de la demanda eléctrica que consume YPF en el Mercado Eléctrico Mayorista.